# Portimão (stacja kolejowa)
Portimão (por: Estação Ferroviária de Portimão) – stacja kolejowa w Portimão, w Portugalii, na Linha do Algarve. Stacja została otwarta w 1922. Obsługiwana jest przez Comboios de Portugal.